# Wkładka kumulacyjna
Wkładka kumulacyjna – w ładunku kumulacyjnym metalowa powłoka pokrywająca wydrążenie kumulacyjne.
Wkładka zwiększa gęstość i energię strumienia kumulacyjnego podnosząc tym samym skuteczność efektu kumulacji. Dzięki odpowiednio dobranym kształtom i wymiarom wkładek uzyskuje się efekt tzw. kumulacji odwrotnej, w wyniku której z wkładki formuje się (wybuchowo) pocisk. Wkładki są stosowane o kształcie sferycznym i stożkowym, a rzadziej paraboidalne, hipoidalne i gruszkowe. Wykonuje się je z miedzi i jej stopów lub miękkiej stali. W ostatnich czasach wykonywane są ze spieków proszków metali na bazie miedzi.
W 1914 E. Neuman wynalazł i opatentował ładunek kumulacyjny z wkładką kumulacyjną wykonaną z papieru oraz metalu.